# Valle Po
Koordinaten: 44° 39′ 46,1″ N, 7° 17′ 46,1″ O

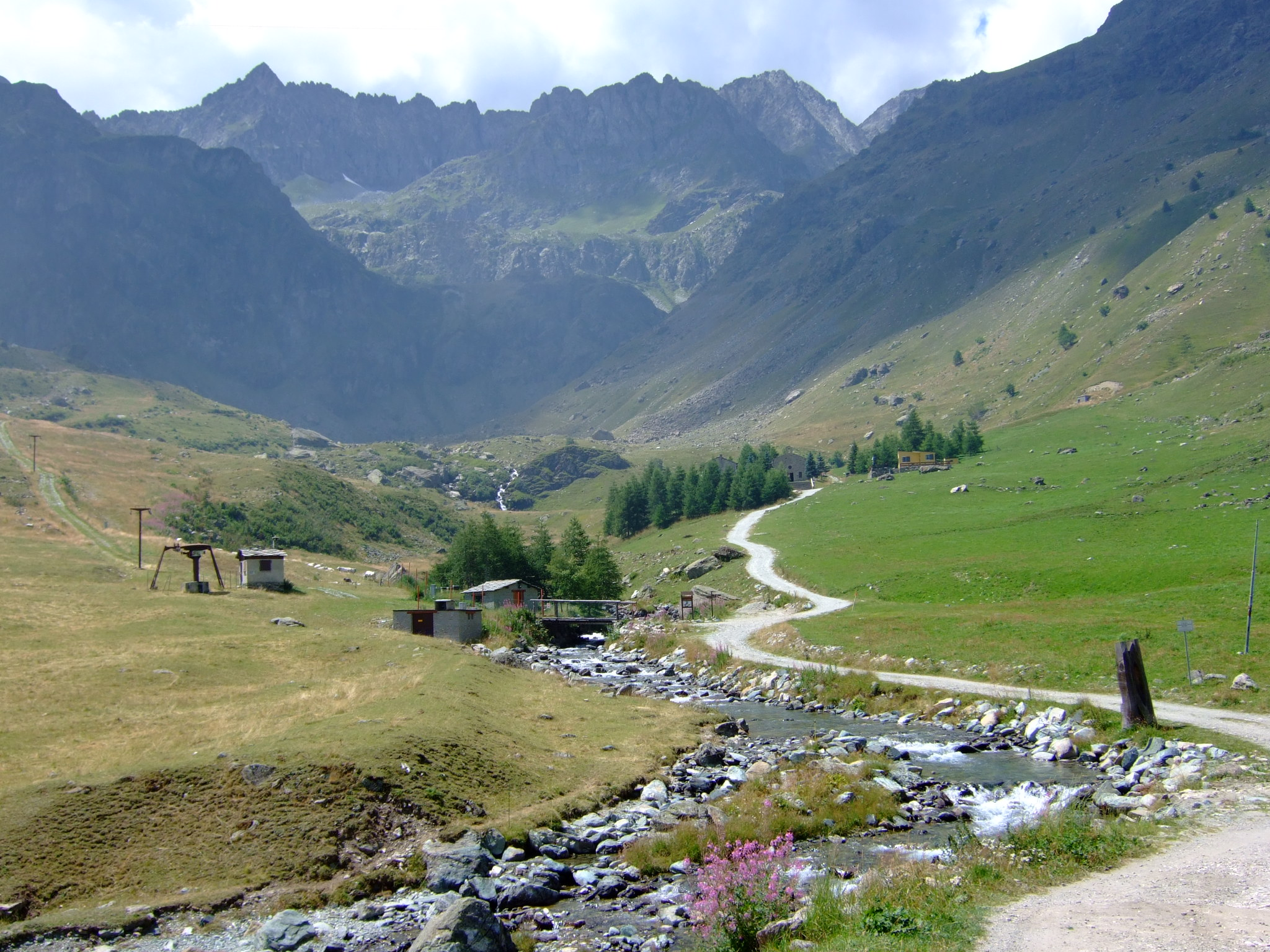
Das Valle Po bei Crissolo

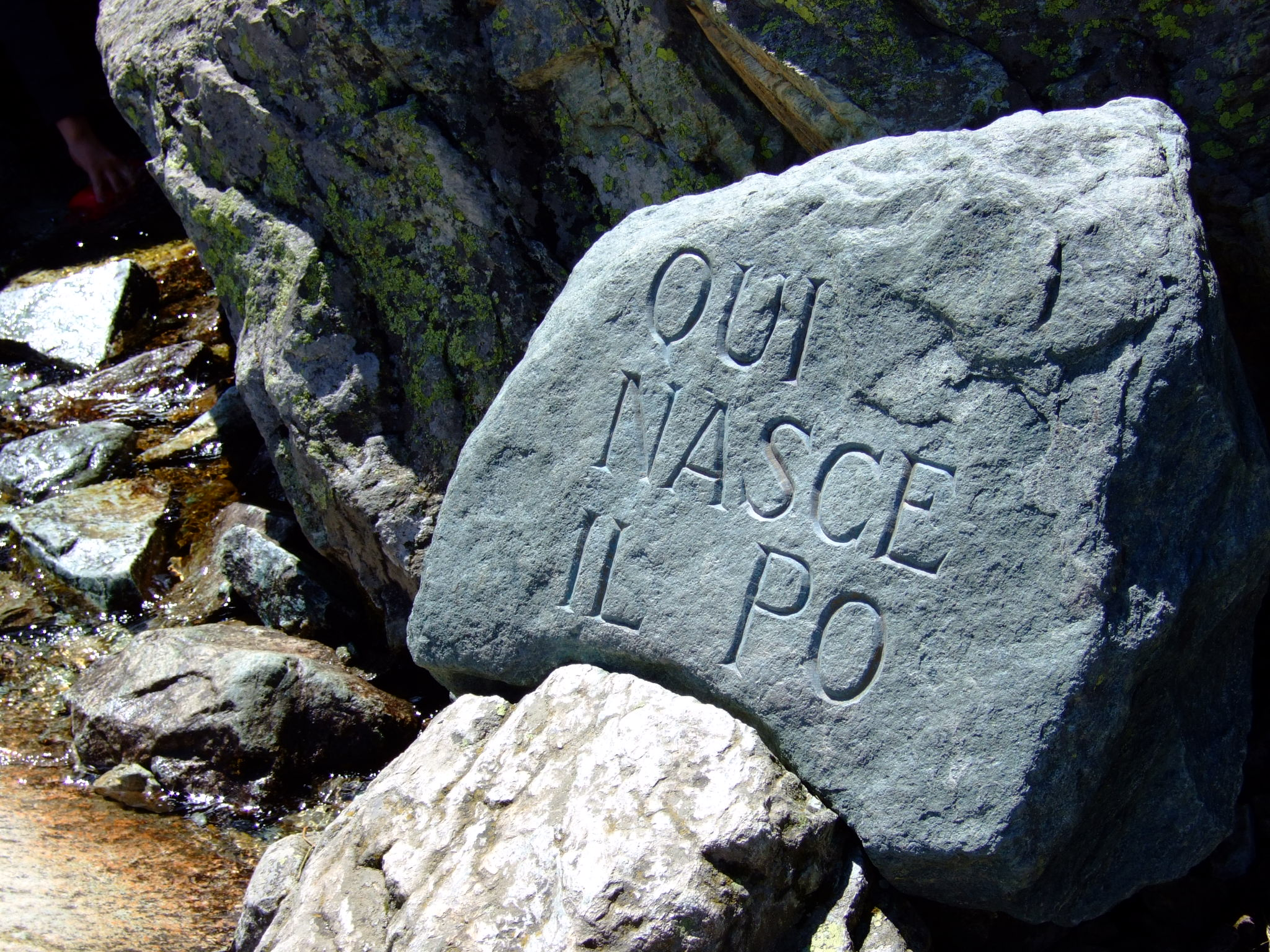
Die Quelle des Po: Hier entspringt der Po

Als Valle Po wird der Oberlauf des Po von den Cottischen Alpen bis zum Eintritt in die Po-Ebene bezeichnet.
Das Tal liegt in der italienischen Provinz Cuneo (Region Piemont) und gehört politisch zur Comunità montana (Gemeindeverband) Valli Po, Bronda, Infernotto e Varaita. Die Talgemeinden sind Crissolo, Oncino, Ostana, Paesana und Sanfront, sowie beim Talausgang Rifreddo und Martiniana Po.
Das Valle Po ist nur etwa 35 km lang und verläuft fast geradlinig west-östlich vom Alpenhauptkamm (der hier mit der französischen Grenze identisch ist) bis zum Beginn der Po-Ebene. Der Talausgang befindet sich zwischen den Hügeln bei Revello und Martiniana Po, etwa 8 km westlich von Saluzzo. Hier wendet sich der Flusslauf nach Norden in Richtung Turin.
Paralleltäler sind das Val Pellice im Norden und das Valle Varaita im Süden. Sie sind um die Hälfte länger, da sie erst zwischen Saluzzo und Turin in den Po münden.
Zwischen den Quellen des Valle Po und des Valle Varaita liegt einer der markantesten Gipfel der Westalpen, der Monviso (Monte Viso) mit 3841 m.